# Mona Washbourne
Valerie Louise Washbourne, mais conhecida como Mona Washbourne (Londres, 27 de novembro de 1903 — Londres, 15 de novembro de 1988), foi uma atriz de teatro, cinema e televisão inglesa, indicada a um Globo de Ouro de Melhor Atriz Coadjuvante - Cinema por Stevie, pelo mesmo filme venceu inúmeros prêmios da critica como o Boston Society of Film Critics,Los Angeles Film Critics Association AwardNew York Film Critics Circle Awards e National Board of Review Award,pelo seu trabalho no teatro venceu o prêmio Laurence Olivier Award de Melhor Performance Coadjuvante pela peça,e foi indicada ao Tony Awards na mesma categoria pela peça Mary Chase.
Mona morreu aos 84 anos em um asilo, em 15 de novembro de 1988.